# Тотиковы
То́тиковы (осет. Тотыккатæ) — осетинская фамилия.

## Происхождение и распространение
Согласно народным преданиям, практически все осетинские фамилии произошли от сыновей аланского царя Ос-Багатара. В ущелье реки Ардон располагалось Алагирское общество Осетии (осет.Уæлладжыры ком, Уæлладжыр), территория которого была разделена между Царазоном (осет. Цæразон, Цæразонтæ), Сидамоном (осет. Сидæмон, Сидæмонтæ) и Кусагоном (осет. Къусæгон, Къусæгонтæ) — тремя сыновьями Ос-Багатара, которые стали родоначальниками трёх одноимённых княжеских родов. Род Сидамоновых занимал селения Даикау, Цус, Архон, Луар, Унал (верхний и нижний), Цамад, Инджинта, Сахаката, Ксурта и Ход, расположенных в средней части Алагирского ущелья.
Антут (осет. Ӕндуд), один из сыновей Хамита (сын Цасмака, внук Сидамона и правнук этногонического предка осетин Ос-Багатара), обосновался в с. Верхний Унал, где обзавелся семьей с Хнеу — дочерью Хнеоновых. Затем они перебрались в с. Цамад, откуда происходит фамилия Тотиковых, родоночальником которой является Тотик (осет. Тотыкк), сын Антута. У Антута и Хнеу, помимо Тотика, было ещё 6 сыновей, каждый из которых стал родоначальником следующих родственных Тотиковым осетинских фамилий (см. арвадалта): Соза (осет. Созæ) — Созиевы (осет. Созæтæ), Касаби (осет. Кæсæби) — Касабиевы (осет. Кæсæбитæ), Урум (осет. Уырым) — Урумовы (осет. Уырымтæ), Пага — Пагаевы (осет. Пагæтæ), Бираг (осет. Бирæгъ) — Бираговы (осет. Бирæгътæ), Дати (осет. Дати) — Датиевы (осет. Датитæ).
На 1859 год представители фамилии Тотиковых уже отмечены в с. Гизель. В 1838 году, правнук Тотика Аслан-Гирей (осет. Асланджери) и его двоюродный брат Махамат (осет. Мæхæмæт) переселились в с. Эльхотово, став одними из первых поселенцев, наравне с представителями фамилий Карсановых, Мильдзиховых, Кусовых, Дзиовых, Цомартовых, Дзгоевых, Салбиевых, Батяевых, Доевых, Рубаевых, Кубаловых и др.
Из данных именного списка туземцев мужского пола, в 1863 году в с. Гизель проживало 5 домов Тотиковых, а в с. Эльхотово — 8 домов. Согласно посемейному списку населенных пунктов Владикавказского округа Терской области, в 1886 году в с. Гизель было 4 дома Тотиковых, а в с. Эльхотово — 11 домов.
В настоящий момент, представители фамилии проживают практически во всех населенных пунктах РСО-Алания, наибольшее количество проживает в г. Владикавказ, с. Эльхотово и с. Гизель.

## Генетическая генеалогия
| № | Источник                        | Инициалы пользователя | Гаплогруппа Y-ДНК | Гаплогруппа мтДНК |
| - | ------------------------------- | --------------------- | ----------------- | ----------------- |
| 1 | Genotek, Balanovsky et al. 2011 | A.A.Totikov           | R1b1a1-M478       | U5a1d2b           |

## Генеалогическое древо
- Ос-Багатар 
 Сидамон 
 Цасмак
  - Чертко
    - Георгий (Джерджиевы)
    -  Адырхо (Адырхаевы)

  -  Хамит
    - Мысык (Мисиковы)
    -  Антут
      - Тотик (Тотиковы)
      - Пага (Пагаевы)
      - Сози (Созиевы)
      - Касаби (Касабиевы)
      - Урум (Урумовы)
      - Бираг (Бираговы)
      -  Дати (Датиевы)

## Политические репрессии
В годы политических репрессий, в РСО-Алании были репрессированы не менее 10 человек из фамилии. В числе жертв политического террора был хлебопашец Тотиков Азрым (Азрум) Тотырович из с. Эльхотово, все три сына которого погибли в годы ВОВ.

## Известные представители
- Тотиков Артур Таймуразович (1978) — министр строительства и архитектуры РСО-Алания (2019—2021гг).
- Тотиков Валерий Зелимханович (1953) — д.м.н., профессор, заведующий кафедрой хирургических болезней № 2 СОГМА.Заслуженный врач Российской Федерации, Республики Северная Осетия-Алания, Республики Южная Осетия. Главный хирург РСО-Алания и СКФО, главный колопроктолог РСО-Алания, председатель Северо-Осетинского регионального отделения Российского общества хирургов. Награждён медалью ордена "За заслуги перед Отечеством" II степени (2023), медалью "Во Славу Осетии" (2013).
- Тотиков Заур Давидович (1947 — 2016) — к.б.н., доцент, заведующий кафедрой нормальной и патологической анатомии ГГАУ, главный ветеринарный врач РСО-Алания, начальник Управления ветеринарии РСО-Алания (2003—2015гг).
- Тотиков Заурбек Валерьевич (1982) — д.м.н., профессор, профессор кафедры хирургических болезней № 2 Северо-Осетинской государственной медицинской академии.
- Тотиков Мурат Заурович — к.м.н., ассистент кафедры общей хирургии МГМСУ.
- Тотиков Таймураз Мирзакулович — к.ю.н., адвокат, преподаватель кафедры криминалистики СГЮА.